# 2nd Regiment of Life Guards

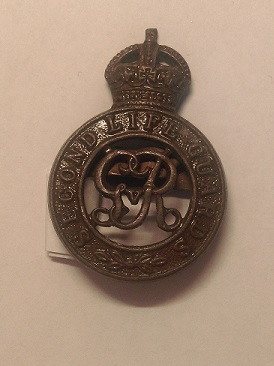
Mützenabzeichen der 2nd Life Guards

Das 2nd Regiment of  Life Guards war ein Gardekavallerieregiment der britischen Armee, das von 1788 bis 1922 bestand.

## Geschichte

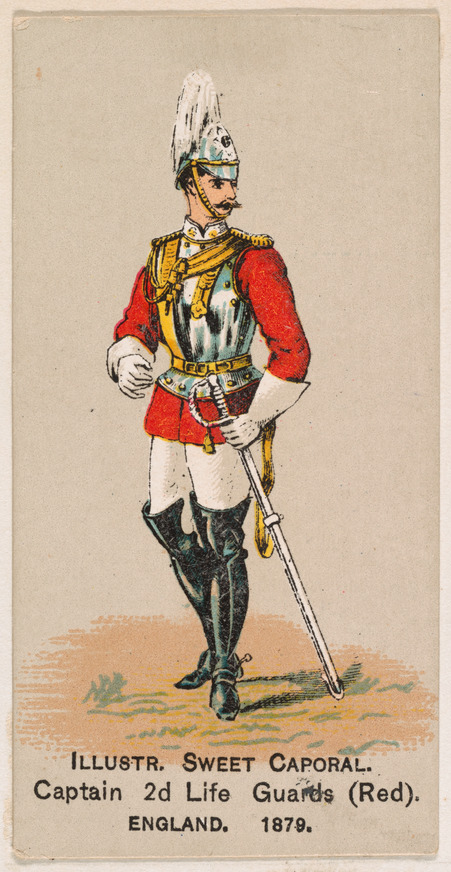
Captain der 2nd Life Guards, 1879

Das Regiment wurde am 25. Juni 1788 gegründet, durch Verschmelzung des 2nd Troop of Horse Guards mit dem 2nd Troop of Horse Grenadier Guards.
Das Regiment kämpfte im Napoleonischen Krieg auf der Iberischen Halbinsel und beim Sommerfeldzug von 1815.
1877 wurde der offizielle Regimentsname zu 2nd Life Guards verkürzt.
1882 stellte das Regiment, ebenso wie die 1st Life Guards und die Royal Horse Guards, zeitweise Truppen für das Household Cavalry Composite Regiment ab, die mit diesem im Anglo-Ägyptischen Krieg kämpften und nach Kriegsende im selben Jahr zurückkehrten.
1899 stellte das Regiment erneut Truppen für das Household Cavalry Composite Regiment ab, die mit diesem im Zweiten Burenkrieg kämpften und 1900 zurückkehrten.
Im August 1914 stellte das Regiment erneut Truppen für das Household Cavalry Composite Regiment ab, die mit diesem als Teil der British Expeditionary Force an der Westfront des Ersten Weltkriegs kämpften, bis sie im November 1914 zurückkehrten. Von September 1916 stellte das Regiment Truppen für das Household Battalion ab, die bis Februar 1918 als Infanterie an der Westfront eingesetzt wurden. Im Juni 1918 wurden die Soldaten des Regiments, mit Ausnahme einer Schwadron, als 2nd (2nd Life Guards) Battalion als Infanterie zum Guards Machine Gun Regiment überstellt, und kehrten erst nach Kriegsende im Februar 1919 als Kavallerie zu den 2nd Life Guards zurück.
Am 21. Mai 1922 wurde das Regiment mit den 1st Life Guards zum Regiment der Life Guards verschmolzen, das seither die Traditionen beider Regimenter weiterführt.

## Colonels
Colonel-in-Chief des Regiments waren:
- 1815–1830: König Georg IV.
- 1830–1837: König Wilhelm IV.
- 1880–1910: König Eduard VII.
- 1910–1922: König Georg V.

Colonel of the Regiment waren:
- 1788–1797: Field Marshal Jeffrey Amherst, 1. Baron Amherst
- 1797–1843: General William Cathcart, 1. Earl Cathcart
- 1843–1854: General Charles Stewart, 3. Marquess of Londonderry
- 1854–1863: Field Marshal John Colborne, 1. Baron Seaton
- 1863: General Henry Lygon, 4. Earl Beauchamp
- 1863–1876: Field Marshal George Hay, 8. Marquess of Tweeddale
- 1876–1890: General George Upton, 3. Viscount Templetown
- 1890–1900: General Richard Curzon-Howe, 3. Earl Howe
- 1900–1905: General Frederick Thesiger, 2. Baron Chelmsford
- 1905–1907: Field Marshal Francis Grenfell, 1. Baron Grenfell
- 1907–1919: Lieutenant-General Douglas Cochrane, 12. Earl of Dundonald
- 1919–1922: Major-General Sir Cecil Edward Bingham

## Battle Honours
Dem Regiment wurden folgende Battle Honours verliehen (englische Originalbezeichnungen):
- Dettingen[1]
- Peninsula
- Waterloo
- Tel-el-Kebir
- Egypt 1882
- Relief of Kimberley
- Paardeberg
- South Africa 1899–1900
- Mons
- Le Cateau
- Retreat from Mons
- Marne 1914
- Aisne 1914
- Messines 1914
- Armentières 1914
- Ypres 1914
- Ypres 1915
- Ypres 1917
- Langemarck 1914
- Gheluvelt
- Nonne Bosschen
- St. Julien
- Frezenberg
- Somme 1916
- Albert 1916
- Arras 1917
- Arras 18
- Scarpe 1917
- Scarpe 1918
- Broodseinde
- Poelcappelle
- Passchendaele
- Hindenburg Line
- Cambrai 1918
- France and Flanders 1914–18